# Козлов Дмитро Ілліч
Дмитро́ Іллі́ч Козло́в (рос. Дмитрий Ильич Козлов; 1 жовтня 1919, Тихорецьк — 7 березня 2009, Самара) — радянський і російський конструктор ракет, соратник Сергія Корольова і колишній директор Центрального спеціалізованого конструкторського бюро (ЦСКБ) «Прогрес». Двічі Герой соціалістичної праці

## Біографічні відомості
Козлов народився 1 жовтня 1919 року в місті Тихорецьку (нині Краснодарський край) в сім'ї робітника. У 1937 році поступив в Ленінградський військово-механічний інститут, проте в 1941 році перервав навчання, відправившись добровольцем на фронт. Після закінчення інституту в грудні 1945 року поступив на роботу в КБ заводу номер 88 імені Калініна, де його начальником став Корольов.
Історія освоєння космосу почалася для Козлова в 1946 році, коли щойно по завершенню спецкурсу з ракетної техніки 27-річного фахівця відправили до Німеччини розбиратися з ракетною програмою Вернера фон Брауна «Зброя відплати», або «Фау-2». У тюрінгському містечку Нордгаузен інженер-почитківець, не без участі свого колишнього товариша по інституту Наркома озброєнь Дмитра Устинова, опинився в групі Сергія Корольова.
Від німецьких ракет тоді практично нічого не залишилося, і відтворювати складну машину без технічної документації спочатку здавалося справою неможливою, проте під керівництвом Корольова вдалося зібрати і відправити у підмосковні Подлипки близько десятка незібраних ракет «Фау-2», на основі яких була створена радянська ракета Р-1, родоначальниця знаменитої Р-7, і сучасного «Союзу».
З 1951 Козлов став провідним конструктором Р-5, першої ракети з ядерною боєголовкою, а в 1953-му став працювати за проектом міжконтинентальної балістичної ракети Р-7, яка дозволила забезпечити паритет СРСР з США в розробці МБР і покласти початок практичній космонавтиці і польоту Юрія Гагаріна.
У 1958 році Корольов направив Козлова в Куйбишев (нинішня Самара) організовувати на літакобудівному заводі № 1, відомому тепер як ЦСКБ «Прогрес», конструкторське бюро і налагоджувати серійне виробництво ракет Р-7.
У Куйбишеві народилися нові рішення в конструкції Р-7. На базі «сімки» були створені ракети-носії «Восток», «Молния», «Союз», і більше двадцяти типів супутників військового і цивільного призначення. Тут же народився абсолютно новий напрям — космічна розвідка. У 1962 році з Байконура був запущений перший радянський супутник-розвідник, вся документація якого незабаром була передана Козлову. Відтоді в Куйбишеві було створено кілька поколінь розвідувальних супутників, не рахуючи «народно-господарських», тобто абсолютно мирних «Фотонів», «Ресурсів» і «Біонів».
Займався розробкою радянських космічних кораблів військового призначення. Такими проектами стали Союз 7К-ВІ, Союз-Р тощо.
Однак проект до реальних польотів не дійшов, через внутрішні негаразди в радянській космічній програмі.
У 1974 році Козлова призначили на посаду головного конструктора ЦСКБ, а з 1983 року він стає також його директором. Дмитро Ілліч Козлов керував розробкою майже всіх космічних апаратів спостереження, створених в СРСР і Росії. За його участі була створена кафедра в Куйбишевському авіаційному інституті (СГАУ), якою він довгий час керував.
Під керівництвом Козлова в Куйбишеві був розроблений і супутник «Янтарь», завдяки якому з'явилася можливість отримати візуальну інформацію високого розділення з використанням системи багаторазової доставки контейнера з плівкою. У результаті якийсь час знімки з космосу NASA купувало у СРСР.
Не без участі «фірми Козлова», як стали називати ЦСКБ «Прогрес», в 1972 році СРСР вдалося укласти з США перший договір про обмеження стратегічних озброєнь (ОСО-1). Про обмеження почали говорити ще в часи Микити Хрущова, але все упиралося в небажання керівництва СРСР допустити в країну іноземців для інспекторських перевірок виконання умов, передбачених договором.
З безвиході з'явився вихід, коли у США і Радянського Союзу з'явилися супутники-розвідники. Керівник строго засекреченого тоді ще куйбишевського філіалу Особливого конструкторського бюро № 1 Дмитро Козлов продемонстрував керівництву СРСР детальні фотознімки стартових позицій американських міжконтинентальних балістичних ракет «Титан» і «Мінітмен», аеродромів з ескадрильями стратегічних бомбардувальників, військово-морських баз. Ці знімки, зроблені куйбишевськими космічними фоторозвідниками, виявилися вирішальним аргументом.
Досі жодна космічна фірма миру не забезпечила стільки успішних польотів пілотованих і автоматичних апаратів, як це зробила «самарська фірма Козлова», на рахунку якої більше 1600 успішних запусків в космос ракет-носіїв, виведення на орбіту і повернення на Землю понад 870 об'єктів.
Д. І. Козлов — автор більше 150 наукових праць і винаходів, присвячених теоретичним і експериментальним дослідженням побудови і проектування складних автоматичних космічних комплексів і їхніх складових систем.
У 2003 році Козлов йде на пенсію і стає почесним генеральним конструктором ЦСКБ.

## Нагороди
Козлов — двічі Герой Соціалістичної Праці, лауреат Ленінської премії, Державних премій СРСР і РФ. Дмитро Козлов також нагороджений 4 орденами Леніна, орденом «За заслуги перед Вітчизною» 2 ступені, орденом Жовтневої революції, орденом Вітчизняної війни 1-го ступеня, орденом Червоної Зірки, медалями. У 1989 році удостоєний звання «Заслужений працівник промисловості СРСР» (нагрудний знак № 1). Д. І. Козлов — почесний академік Інженерної академії РФ, почесний академік Академії технологічних наук РФ, заслужений діяч науки і техніки РФ, почесний громадянин міста Самари.
На його честь названо астероїд 23406 Козлов.